# Порівняння топологій
У математиці на будь-якій множині можна ввести різні топології. При цьому деякі топології можуть бути підмножинами інших, тобто всі відкриті множини однієї топології можуть бути відкритими множинами іншої. Таким чином вводиться поняття порівняння топологій, сильніших і слабших топологій щодо відношення включення. Множина усіх топологій на фіксованій множині утворює частково впорядковану множину щодо цього відношення.

## Означення
Нехай {\displaystyle {\mathcal {T}}_{1}} і {\displaystyle {\mathcal {T}}_{2}} — дві топології на множині {\displaystyle X,} такі що {\displaystyle {\mathcal {T}}_{1}} міститься в {\displaystyle {\mathcal {T}}_{2}:}
{\displaystyle {\mathcal {T}}_{1}\subseteq {\mathcal {T}}_{2}.}
Це означає, що кожна відкрита множина першого топологічного простору є відкритою множиною другого. В цьому випадку топологія {\displaystyle {\mathcal {T}}_{1}} називається слабшою (також грубшою або меншою), ніж {\displaystyle {\mathcal {T}}_{2}.} Відповідно, топологія {\displaystyle {\mathcal {T}}_{2}} називається сильнішою (також тоншою, більшою). Деякі автори, особливо в підручниках з математичного аналізу, вживають терміни «сильна топологія» і «слабка топологія» з протилежним значенням. 
Бінарне відношення {\displaystyle \subseteq } задає структуру часткового порядку на множині всіх можливих топологій множини {\displaystyle X.}

## Приклади
Найсильніша топологія на {\displaystyle X} — дискретна топологія, в якій усі множини є відкритими. Відповідно, найслабша топологія — тривіальна (або антидискретна) топологія.
Найслабшою топологією на {\displaystyle X,} щодо якої {\displaystyle X} задовольняє аксіомі відокремлення T1, називається T1-топологією. Така топологія завжди існує, її можна описати явно як топологію, замкнутими множинами якої є скінченні множини, а також {\displaystyle X.}

## Властивості
Нехай {\displaystyle {\mathcal {T}}_{1}} і {\displaystyle {\mathcal {T}}_{2}} — дві топології на множині {\displaystyle X.} Тоді наступні твердження є еквівалентними:
- {\displaystyle {\mathcal {T}}_{1}\subseteq {\mathcal {T}}_{2}}
- Тотожне відображення {\displaystyle {\text{id}}_{X}:(X,{\mathcal {T}}_{2})\to (X,{\mathcal {T}}_{1})} є неперервним.
- Тотожне відображення {\displaystyle {\text{id}}_{X}:(X,{\mathcal {T}}_{1})\to (X,{\mathcal {T}}_{2})} є відкритим відображенням (або, еквівалентно, замкнутим відображенням).

Також з означень випливають твердження:
- Неперервне відображення {\displaystyle f:X\to Y} залишиться неперервним, якщо топологію на {\displaystyle Y} замінити на слабшу (відповідно, топологію на {\displaystyle X} — на сильнішу).
- Відкрите відображення {\displaystyle f:X\to Y} залишиться відкритим, якщо топологію на {\displaystyle Y} замінити на сильнішу (відповідно, топологію на {\displaystyle X} — на слабшу). Аналогічне твердження є справедливим і для замкнутих відображень.

## Ґратка топологій
Множина топологій на {\displaystyle X} утворює повну ґратку щодо відношення {\displaystyle \subseteq .} Це означає, що довільна сім'я топологій має точну верхню і точну нижню грань. Точною нижньою гранню є перетин топологій. З іншого боку, об'єднання топологій не обов'язково є топологією, і точна верхня грань сім'ї топологій — топологія, для якої їх об'єднання є передбазою.
Будь-яка повна ґратка є також обмеженою, в разі топологій цьому відповідають поняття дискретної і антидискретної топологій.